# Parc d'État de Mount Holyoke Range
Le parc d'État de Mount Holyoke Range (anglais : Mount Holyoke Range State Park) est un parc d'État du Massachusetts situé dans le comté de Hampshire. Il comprend l'est de la chaîne Holyoke, d'où son nom.